# Pavonia senegalensis
Pavonia senegalensis là một loài thực vật có hoa trong họ Cẩm quỳ. Loài này được (Cav.) Leistner mô tả khoa học đầu tiên năm 1969.